# 나루사와촌
나루사와촌(일본어: 鳴沢村)은 일본 야마나시현 미나미쓰루군의 촌이다.

## 개요
귀중한 자연 자원을 가지고 있으며, 나루사와촌 면적 89.56km² 모두 후지하코네이즈 국립공원의 후지산 지역으로 지정되어 있으며, 이 중 1,500ha에 달하는 특별보호지구를 가지고 있다. 고호대(아시와다산), 미코다이, 국도 휴게소인 사와, 미니와·오쿠니와가 일본 환경성이 공표한 「후지산이 있는 풍경 100선」에 선정되어 있다.

## 지리
야마나시현 중남부, 후지산 북쪽 기슭에 위치한다.

## 역사
- 1889년 7월 1일 - 정촌제 시행으로 나루사와촌이 성립하였다.
- 1899년 5월 17일 - 오조레촌이 분리되어 현재에 이른다.

## 인구
| 연도 | 인구  | ±%     |
| ---- | ----- | ------ |
| 1940 | 2,096 | —      |
| 1950 | 2,316 | +10.5% |
| 1960 | 2,316 | +0.0%  |
| 1970 | 2,097 | −9.5%  |
| 1980 | 2,249 | +7.2%  |
| 1990 | 2,650 | +17.8% |
| 2000 | 2,864 | +8.1%  |
| 2010 | 2,963 | +3.5%  |

## 교통

### 도로
- 국도 제139호선
- 국도 제300호선